# Orumes
Els orumes són els membres d'un clan ijaw que viuen a les ciutats d'Oruma i Ibeleiri, a l'LGA de Bayelsa, a l'estat de Bayelsa, al sud de Nigèria. Els orumes parlen la llengua ijo oruma.

## Població i religió
El 65% dels 7.400 orumes són cristians; d'aquests, el 70% són protestants i el 30% pertanyen a esglésies cristianes independents. El 35% dels orumes restants creuen en religions africanes tradicionals.